# پاتر (آرکانزاس)
پاتر (به انگلیسی: Potter) یک منطقهٔ مسکونی در ایالات متحده آمریکا است که در آرکانزاس واقع شده است. پاتر ۲۸۴٫۰۸ متر بالاتر از سطح دریا قرار دارد.